# Шерншёльд, Клас
Клас Шерншёльд (швед. Clas Stiernsköld; 10 апреля 1617, Хеллечис, Вестергётланд — 3 мая 1676, Бибю, лен Эскильстунахус) — шведский адмирал, член риксрода.

## Биография
Родился 10 апреля 1617 года в Хеллечисе в семье члена риксрода Нильса Шерншёльда (1583—1627).
В 1638 году Шерншёльд был принят на должность гофмаршала королевы Марии Элеоноры, но в 1640 году бежал из Швеции вместе с её камер-фрейлиной Маргаретой фон Шайдинг, которая впоследствии стала его женой. Через посредничество родственников он получил прощение и в 1642 году вернулся в страну, внеся в качестве наказания сумму в 1000 риксдалеров в кассу Стренгнесского и Скарского соборов.
В 1643 году он занял пост ландсхёвдинга Вестманланда, а в 1648 году сделался асессором Главного горного управления. В 1651 году он был освобождён от последней должности и назначен временным ландсхёвдингом Вермланда. Тогда же он был пожалован титулом барона. В 1657 году Шерншёльд исполнял обязанности генерал-кригскомиссара, а годом позже занял пост губернатора Тронхеймского лена.
Вскоре после смерти Карла X Густава он занял место в риксроде, а в 1661 году был назначен адмиралом и адмиралтейц-советником. В 1663 году он получил в управление вестеръётландские херады Вадсбу и Валле, а ещё двумя годами позже назначен лагманом Бохуслена. В 1666 году он был введён в состав Редукционной коллегии в качестве её председателя.
Умер 3 мая 1676 года в Сёдерманланде в Бибю.
Шерншёльд был трижды женат: первым браком на Маргарете фон Шайдинг (1642), вторым — на Элисабете Чюле (1652) и третьим — на баронессе Маргарете Банер (1661).